# Cmentarz wojenny nr 110 – Binarowa
Cmentarz wojenny nr 110 – Binarowa – austriacki cmentarz wojenny z okresu I wojny światowej. Znajduje się we wsi Binarowa (gmina Biecz, powiat gorlicki, województwo małopolskie). Jest to kwatera w starej części cmentarza parafialnego.
Spoczywa na nim 224 żołnierzy austro-węgierskich i 326 żołnierzy rosyjskich poległych w 1915. Cmentarz został zaprojektowany na planie litery T przez Hansa Mayra. Centralnym elementem cmentarza jest krzyż z daszkiem, który otaczają małe żeliwne krzyże z datą 1915 i kilka oryginalnych stel. Obecnie zaniedbany, choć bez widocznych śladów dewastacji.

## Galeria

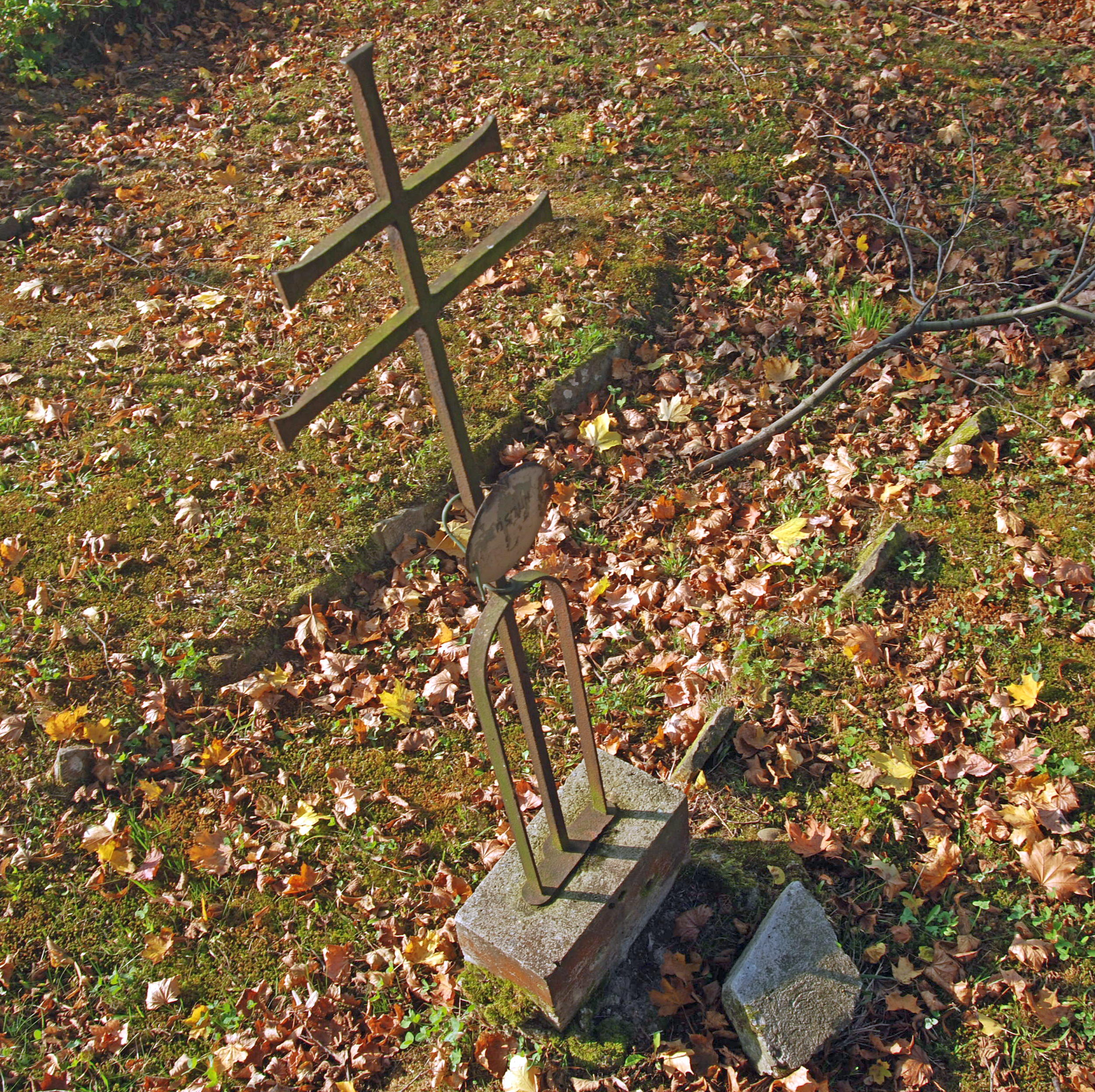
Krzyż dwuramienny
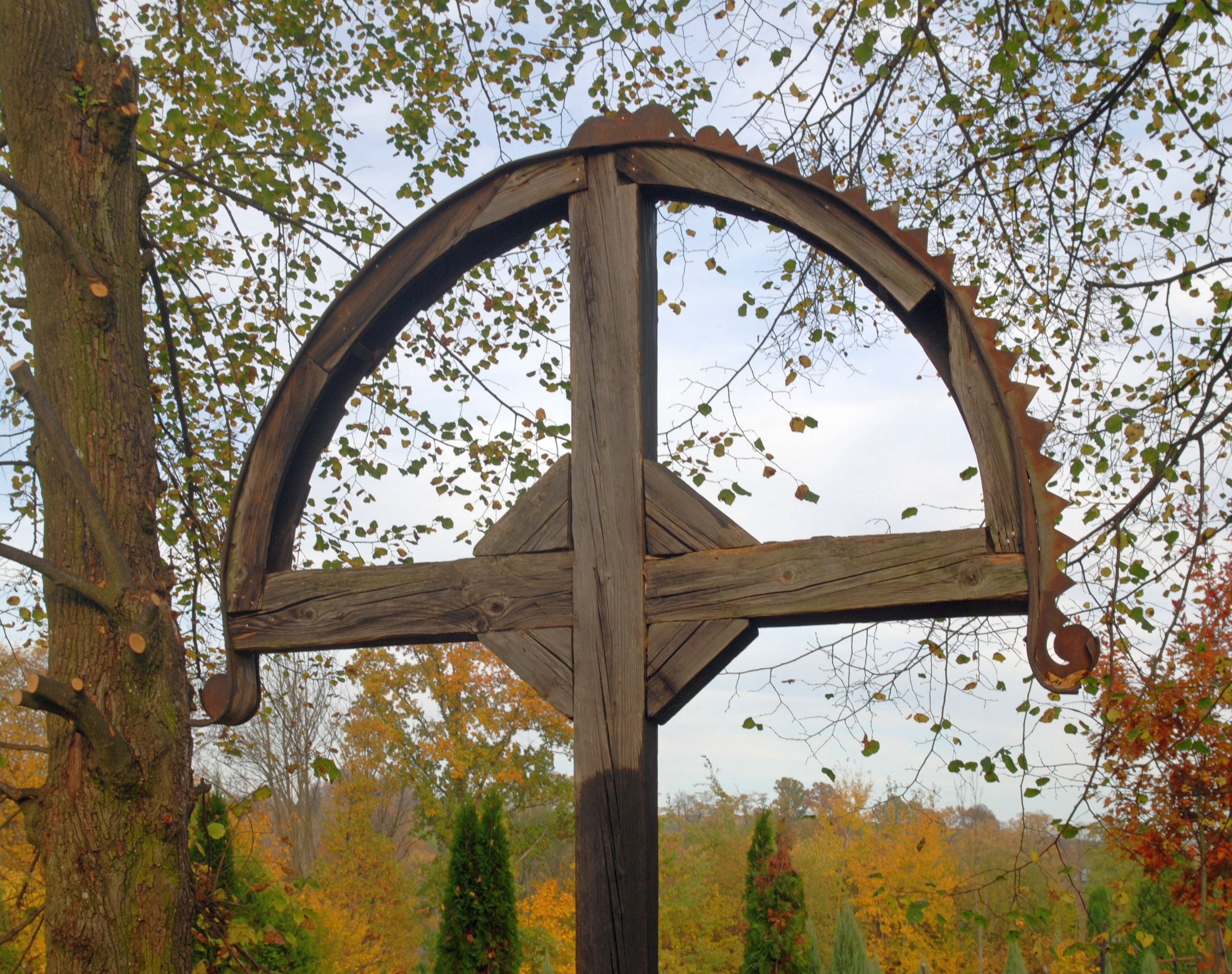
Krzyż centralny Mayra
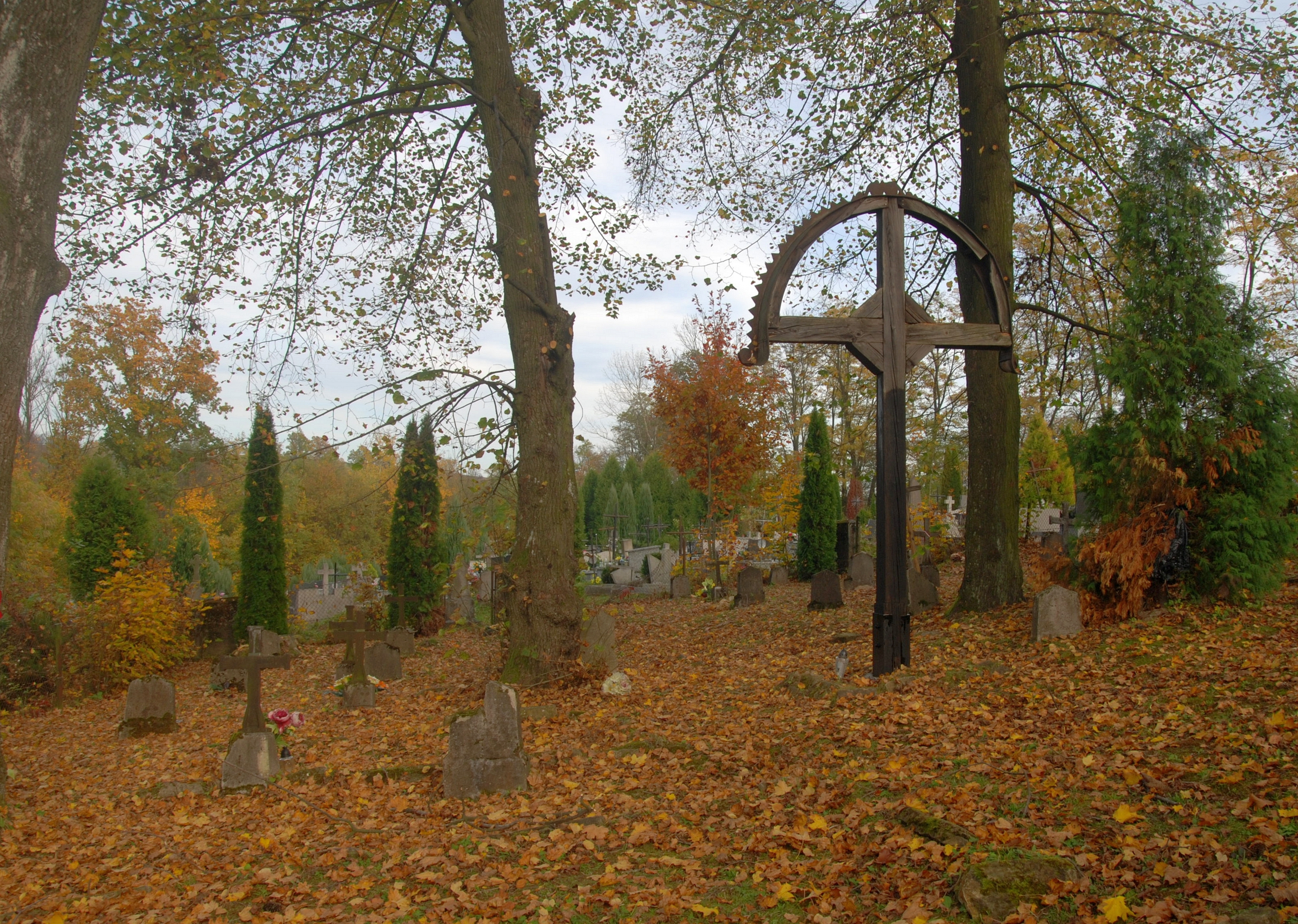
Widok od strony południowej
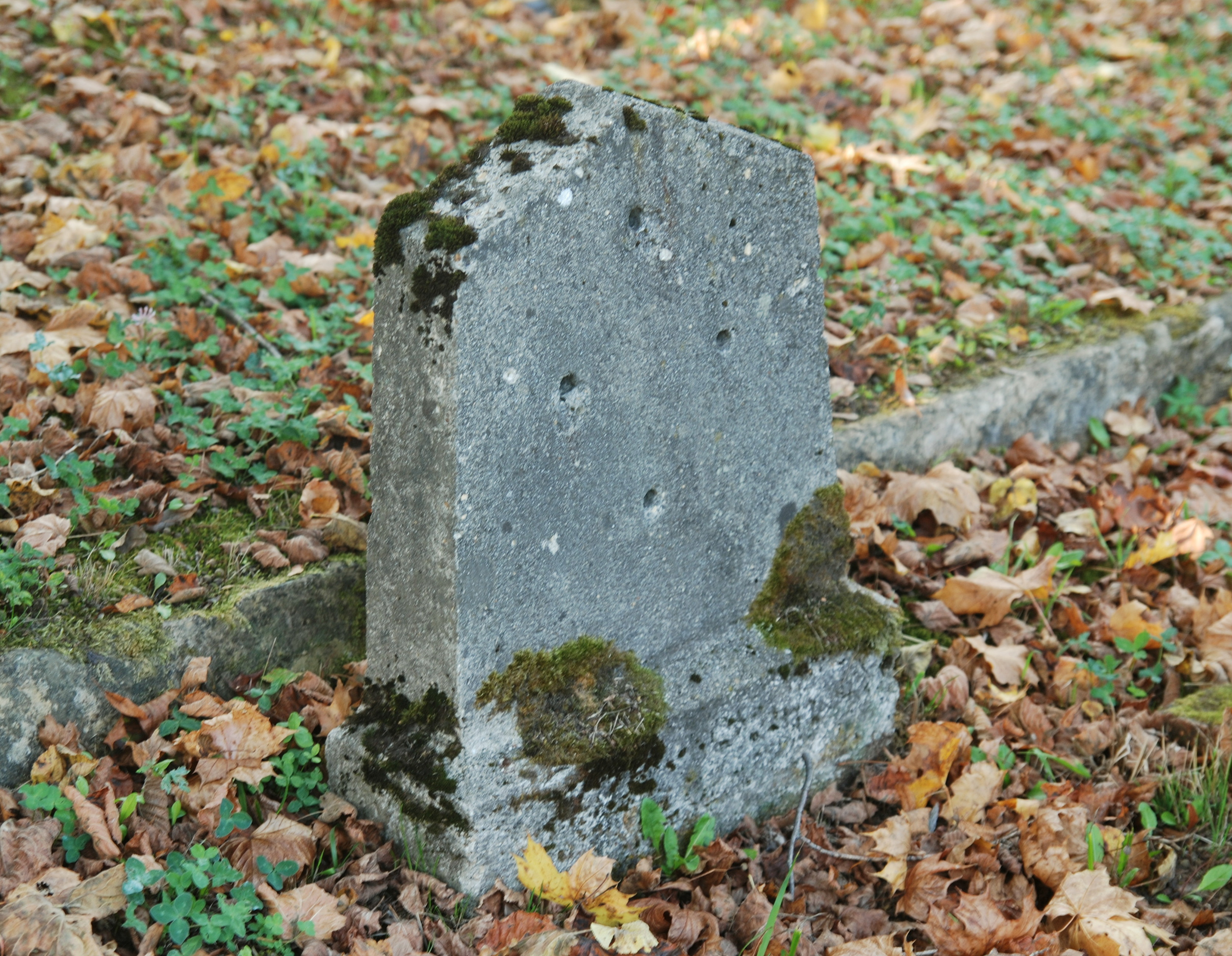
Stela
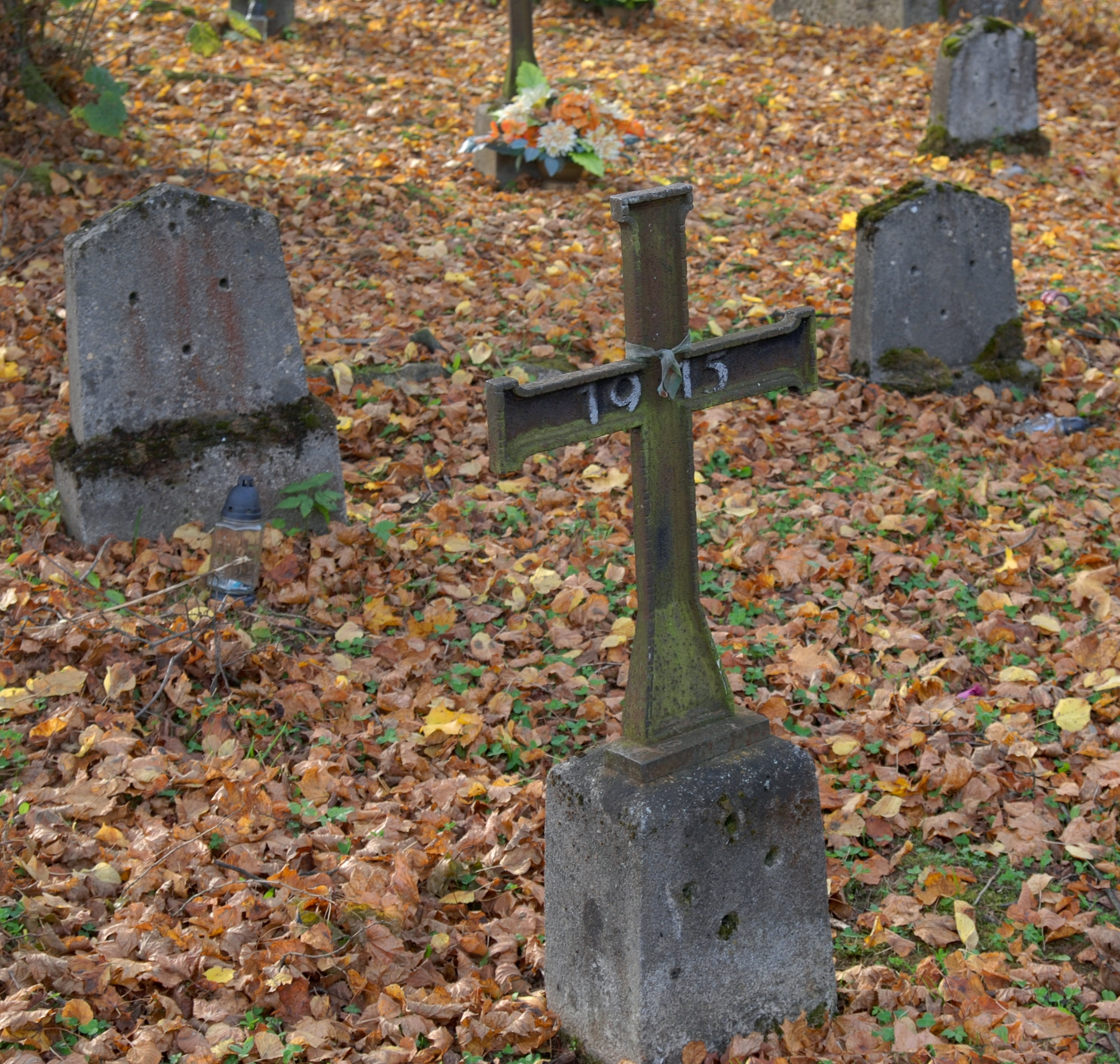
Krzyż Mayra
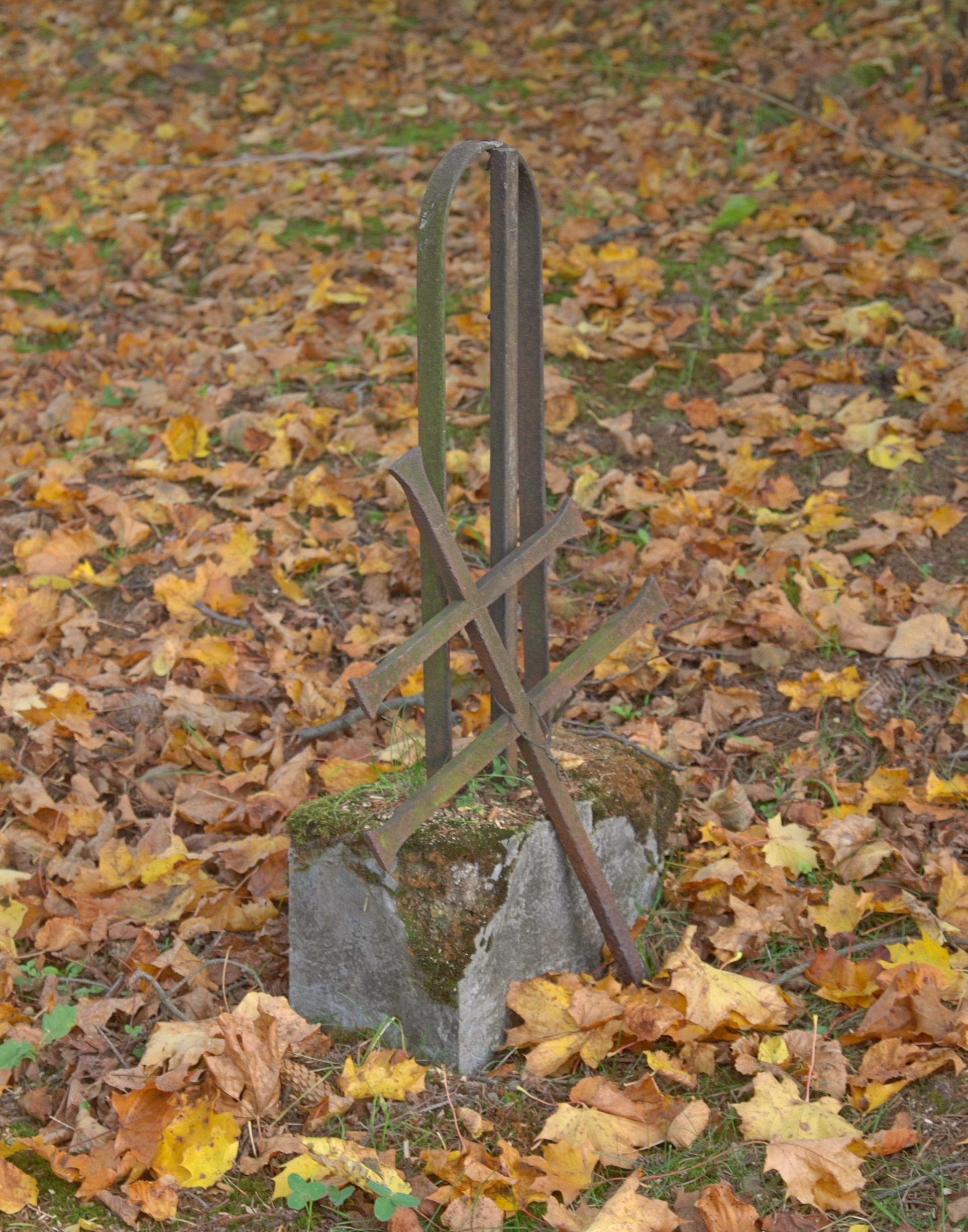